# Orleans (Nebraska)
Pour les articles homonymes, voir Orléans.
Le village d’Orleans est situé dans le comté de Harlan, dans l’État de Nebraska, aux États-Unis. Il comptait 386 habitants lors du recensement de 2010.

## Source
- (en) Cet article est partiellement ou en totalité issu de l’article de Wikipédia en anglais intitulé « Orleans, Nebraska » (voir la liste des auteurs).